# Nanuza plicata
Nanuza plicata es una especie de planta fanerógama perteneciente a la familia Velloziaceae. Es originaria de Brasil.

## Propiedades
X. plicata contiene el principio activo amentoflavona y ácido xerofitólico.

## Taxonomía
Nanuza plicata fue descrita por (Mart.) L.B.Sm. & Ayensu y publicado en Smithsonian Contributions to Botany 30: 38. 1976.
Sinónimos
- Vellozia plicata Mart.
- Vellozia triquetra Pohl
- Xerophyta plicata (Mart.) Spreng.
- Xerophyta triquetra (Pohl) Baker[7]